# Joachim Suppan

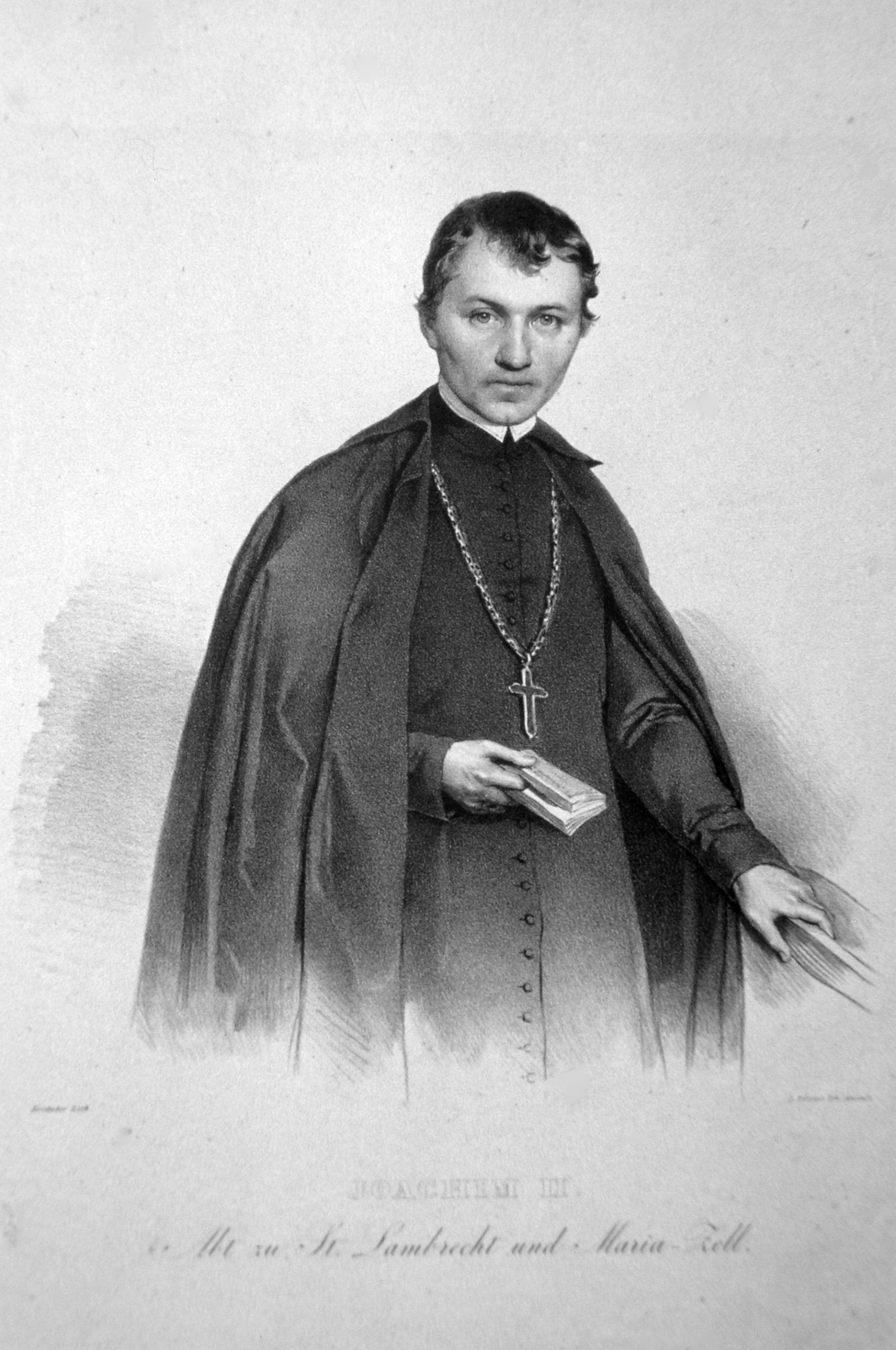
Abt Joachim II. Suppan nach einer Lithographie von Josef Kriehuber

Joachim Suppan OSB (* 23. Oktober 1794 in Graz; † 1. Oktober 1864 in St. Lambrecht) war ein österreichischer Benediktiner, der von 1835 bis zu seinem Tod im Jahre 1864 Abt der Abtei St. Lambrecht war. Da mit Joachim Röck einige Jahre zuvor ein weiterer Abt mit dem Ordensnamen Joachim im Amt war, wurde Suppan auch oftmals als Joachim II. geschrieben. Darüber hinaus trat er lange Jahre als Hochschullehrer in Erscheinung und war mitunter Rektor an der Universität Innsbruck.

## Leben
Joachim Suppan wurde am 23. Oktober 1794 als Sohn eines Schuhmachermeisters in Graz geboren; sein Taufname war Johann. Eine seiner Schwestern, Stanislaia Suppan, trat später dem Ursulinenkloster Graz bei. Johann Suppan selbst trat am 29. September 1811, zu diesem Zeitpunkt noch 16-jährig, in das Noviziat des Benediktinerstiftes St. Lambrecht ein. Dort besuchte er anfangs die Hauslehranstalt, ehe er für drei Jahre im Stift Admont Theologie studierte. Bereits wenige Tage bevor er die feierliche Profess erhielt (3. August) wurde Suppan am 25. Juli 1816 zum Priester geweiht. In weiterer Folge begann er ein Studium der Naturwissenschaften am Lyzeum in Graz und besuchte Vorlesungen der Physik und der Mathematik an der Universität Graz. Letztgenannte Lehranstalt schloss er im Jahre 1819 mit der Promotion zum Doktor der Philosophie ab. Danach unterrichtete er von 1819 bis 1822 Mathematik und Physik in Görz, von 1822 bis 1835 in Innsbruck und davon ab 1823 an der Universität Innsbruck. Parallel hierzu war Suppan Supplent für Theoretische Philosophie und Moralphilosophie sowie für Erziehungswissenschaften. Darüber hinaus stand er der Universität im Jahre 1831 als Rektor vor und war in den Jahren 1832 und 1835 Dekan seiner Fakultät.
Einem Ruf an die Universität Wien konnte er nicht folgen, da er im Jahre 1835 zum Abt des Stifts St. Lambrecht gewählt worden war. Nachdem in den letzten 15 Jahren Rupert Schmidmayer und Kilian Drocker als Administratoren fungierten, war Suppan der nächste Abt seit dem 1820 aus dem Amt geschiedenen Ferdinand Herzog. Wie bereits seine Vorgänger war auch er maßgeblich am Wiederaufbau der Abtei nach den Verwüstungen der Napoleonischen Kriege beteiligt. So gelang ihm die Finanzierung der Innen- und Außenrestaurierung des Stift, die unter anderem eine großzügige Parkanlage mit seltenen Baum- und Straucharten beinhaltete. Außerdem ließ er die alte Schlosskapelle und das mittlerweile zur Ruine verfallene Schloss weitgehend restaurieren. Zudem ließ Suppan, der als großer Förderer der Wissenschaften und der Musik galt, im Jahr seiner Abtwahl in den Räumen des ehemaligen Spitals das Sängerknabenkonvikt errichten.
Im selben Jahr kam auch das bereits vor der Aufhebung der Abtei im Jahre 1786 bestehende Gymnasium hinzu. Ende der 1840er Jahre erreichte er für das Stiftsgymnasium das Öffentlichkeitsrecht. Sowohl das Sängerknabenkonvikt als auch das Stiftsgymnasium bestanden daraufhin bis zum Jahre 1932. Nach der Umfunktionierung des alten Spitals ließ er ein neues Stiftsspital errichten und initiierte auch den Bau eines Pfrundhauses. Unter seiner Amtszeit wurde zudem das Archiv durch Matthias Pangerl neu geordnet und der Bestand der Stiftsbibliothek vergrößert. In diese Zeit fiel auch die Anlegung eines mehrbändigen Realkatalogs, der noch heute, rund 200 Jahre später, Verwendung findet. Im Jahre 1857 war Suppan, der auch ein Mitglied der Ackerbaugesellschaft in Görz war, an der 700-Jahr-Feier von Mariazell beteiligt. Zeitlebens veröffentlichte er einige Werke, sei es in Form von Artikeln, Trauerreden oder Reisetagebüchern.
Als St. Lambrechts Führer zu geistiger, personeller und materieller Blüte starb Suppan am 1. Oktober 1864, rund drei Wochen vor seinem 70. Geburtstag, an den Folgen eines Schlaganfalls im Stift St. Lambrecht.

## Werke (Auswahl)
- Joachim Suppan: Die Hypsometrie mittelst physikalischer Beobachtungen, oder theoretisch-praktische Anleitung zur Anstellung der meteorologischen Beobachtungen und zu der barometrischen Höhenmessung nebst dem Grundriss der thermometrischen und botanischen Höhenbestimmung. Verlag der Wagner’schen Buchhandlung, Innsbruck 1834.
- Joachim Suppan: Trauer-Rede, vorgetragen in dem k. k. Universitätssaale bei der an der k. k. Leopold-Franzens-Universität nach dem Ableben Sr. Majestät Franz I., Kaisers von Oesterreich etc. etc, am 18. März 1835 abgehaltenen Trauerfeier. Verlag der Wagner’schen Buchhandlung, Innsbruck 1835.
- Joachim Suppan: Akademische Rede bei der Jahresfeier der Restauration der k. k. Leopold-Franzens-Universität zu Innsbruck. Innsbruck 1835.
- Reisetagebücher und Reisebeschreibungen (Hss. Stiftsarchiv St. Lambrecht).